# إغناثيو بونسيتي
إغناثيو بونسيتي فيفيس (بالإسبانية: Ignacio Ponseti Vives، ولد في 3 يونيو 1914، مدينة منورقة، جزر البليار، إسبانيا - توفي في 18 أكتوبر 2009) هو طبيب عظام إسباني. نزح من إسبانيا إلى الولايات المتحدة الأمريكية إبان الحرب الأهلية الإسبانية وعمل بجامعة آيوا. اشتهر بونسيتي بطريقة سميت باسمه لإصلاح تشوه القدم القفزاء الولادي.

## مولده ونشأته
ولد بونسيتي في جزيرة مينوركا، إحدى جزر البليار الإسبانية في 3 يونيو 1914، لأب يعمل صانع ساعات، وقد عمل بونسيتي الابن مع أبيه في إصلاح الساعات، مما أكسبه مهارة ساعدته في ممارسة عمله كطبيب عظام، كما قيل فيما بعد.

## الحرب الأهلية الإسبانية
درس بونسيتي الطب في جامعة برشلونة الإسبانية، ولم تلبث أن اندلعت الحرب الأهلية الإسبانية عقب تخرجه، فعمل بونسيتي ضابطاً طبيباً برتية ملازم في شعبة جراحة العظام والكسور بالقوات الجمهورية المناوئة لفرانكو، ثم ترقى إلى رتبة نقيب. وكانت هذه بداية بونسيتي مع جراحة العظام، إذ أسندت إليه أعمال علاج الكسور. ونظراً لعدم توفر خدمة إسعاف، فقد اضطر بونسيتي إلى الاستعانة بمهربين محليين لنقل المصابين إلى فرنسا. ولم يلبث بونسيتي نفسه أن هرب إلى المكسيك، حيث أمضى عامين يمارس طب الأسرة هناك، ثم التحق بجامعة آيوا الأمريكية ليدرس جراحة العظام سنة 1941 بمساعدة أحد الأطباء المكسيكيين، وهناك أنهى فترة العمل كطبيب مقيم سنة 1944 وانضم لهيئة التدريس بالجامعة.

## طريقة بونسيتي لعلاج القدم القفزاء

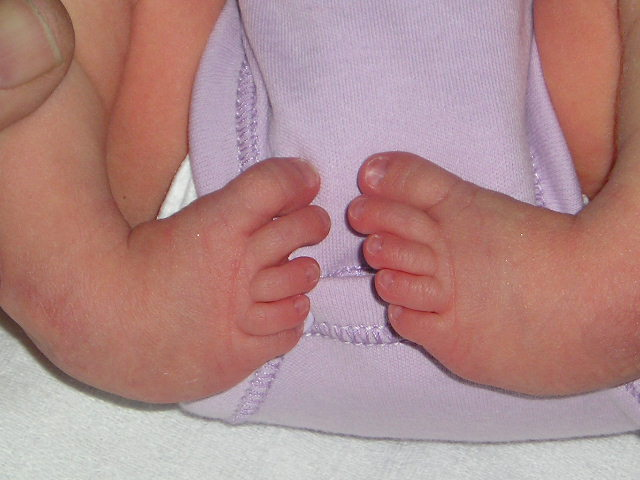
تشوه القدم القفزاء

في خمسينيات القرن العشرين طور بونسيتي طريقة تعرف باسمه (طريقة بونسيتي)، لإصلاح تشوه القدم القفزاء الخلقي بطريقة غير جراحية، باستخدام جبائر متسلسلة يليها سِناد سابق التجهيز. والقدم القفزاء هي تشوه تكون فيه قدم المولود منحرفة إلى الداخل وإلى أسفل، وإذا لم يقوم هذا التشوه فإن ذلك يؤدي إلى عجز الطفل عن السير أو الحركة بشكل طبيعي.
في بداية عمل بونسيتي بجامعة أيوا، لاحظ أن العلاج الجراحي لتشوه القدم القفزاء لا يؤتي النتائج المرجوة؛ فهو ـ وإن كان يصلح التشوه بشكل كبير ـ يتسبب في تصلب في مفاصل القدم وفي الكاحل. فبدأ بونسيتي يطور طريقة غير جراحية تستغل المرونة الطبيعية التي تتميز بها أربطة الأطفال الرضع. وقد جوبهت هذه الطريقة بالعديد من الاعتراضات، ولكن العديد من الأطباء في مختلف دول العالم تبنوا هذه الطريقة على مدى الخمسين عاما الماضية بعد أن لمسوا نتائجها الجيدة.

## عمله الأكاديمي واهتماماته البحثية
عمل بونسيتي أستاذاً بقسم جراحة العظام بمستشفيات جامعة آيوا الأمريكية، وظل يشغل منصب أستاذ متفرغ فيها حتى وفاته. ظل يعمل بالتدريس ويناظر المرضى حتى وهو في التسعينات من عمره، كما طور مقواماً بالتعاون مع جون ميتشل، وأنتج أقراص دي في دي للتدريب على هذه الطريقة.
شملت اهتمامات بونسيتي الأخرى العيوب الخلقية والتطورية للعظام والمفاصل، واختلال النمو الهيكلي عند الأطفال، والكيمياء الحيوية للغضاريف. كما وصف أنماط الانحناءات التي توجد في حالات الجنف الغامض، وبين أن التقوسات تزداد بعد النضج الهيكلي، وأجرى دراسات عديدة لتقييم النتائج طويلة المدى للخلع الولادي لمفصل الفخذ والقدم المخلبية والجنف.

## وصلات خارجية
- د. إغناثيو بونسيتي ـ موقع clubfootarabia
- فيديو ـ   The Ponseti Method على يوتيوب
- (بالإنجليزية) حنف القدم الولادي وعلاج بونسيتي ـ موقع clubfootarabia
- (بالإنجليزية) Ponseti International for health care providers
- (بالإنجليزية) Ponseti International downloadable book on clubfoot treatment